# Microrégion de Três Rios
La microrégion de Três Rios est une des microrégions de l'État de Rio de Janeiro appartenant à la mésorégion du Centre Fluminense. Elle couvre une superficie de 1 664 km2 pour une population de 154 542 habitants (IBGE 2006) et est divisée en cinq municipalités.

## Microrégions limitrophes
- Barra do Piraí
- Cantagalo-Cordeiro
- Nova Friburgo
- Serrana
- Vassouras

## Municipalités[1]
- Areal
- Comendador Levy Gasparian
- Paraíba do Sul
- Sapucaia
- Três Rios